# Theonella lacerata
Theonella lacerata är en svampdjursart som beskrevs av Lendenfeld 1907. Theonella lacerata ingår i släktet Theonella och familjen Theonellidae.
Artens utbredningsområde är havet kring Indonesien. Inga underarter finns listade i Catalogue of Life.